# Giovanni Francesco Bembo

Stemma dei Bembo

Giovanni Francesco Bembo (al secolo semplicemente Giovanni; Venezia, 31 dicembre 1659 – Belluno, 21 luglio 1720) è stato un vescovo cattolico italiano.

## Biografia
Figlio dei patrizi Francesco Bembo e Caterina Corner, si formò presso i somaschi di Verona, ordine a cui aderì lui stesso nonostante la contrarietà dei familiari. Dopo la consacrazione sacerdotale, visse nelle case dell'istituto a Camerino e quindi a Roma, a Montecitorio: qui abitò per cinque anni, dapprima come maestro dei novizi, poi come confessore. Quest'ultimo ruolo lo rese particolarmente celebre, tanto da divenire padre spirituale di alcune figure di spicco dell'Urbe.
Tornò a Venezia una volta nominato vocale, ma vi restò poco poiché venne trasferito a Vicenza come superiore dei somaschi della casa di San Iacopo. Grazie alle sue doti e alla sua cultura, nonché ai natali nobili, divenne una personalità assai in vista, tuttavia le sue mire erano verso la diocesi di Belluno il cui vescovo Giulio Berlendis era in punto di morte.
Favorito dal fratello Marco, influente uomo politico, riuscì ad ottenere la cattedra episcopale: nominato nel gennaio del 1694, fu consacrato il 7 marzo successivo e il 28 giugno prese possesso della diocesi dove fu fastosamente accolto.
Nonostante ciò, l'amministrazione della sede fu tutt'altro che facile in quanto la sua indole attiva, ma anche intransigente e accentratrice, si scontrava con un ambiente diffidente e conservatore. Tutto il suo episcopato, pur caratterizzandosi per una grande alacrità, fu segnato da attriti con monaci, giuristi, nobili e persino con il capitano e il podestà. Esemplare fu il caso della villa vescovile, fatta costruire dallo stesso Bembo su progetto di Paolo Tremignon: quando, nel 1720, un'ala fu colpita da un incendio, una folla accorse sul luogo non per partecipare ai soccorsi, ma per assistere con soddisfazione alla distruzione del palazzo; si diceva che il sontuoso edificio fosse stato finanziato con le offerte destinate al seminario.
Gli scontri più drammatici furono quelli con i canonici della cattedrale sugli argomenti più disparati. Particolarmente pesante fu la lite attorno alla commissaria che il predecessore del Bembo aveva istituito con lo scopo di finanziare, oltre che i poveri, i preti semplici, escludendo esplicitamente i canonici. Tra le due parti erano sorti dei contrasti e il vescovo si era proposto come paciere; ma i canonici, credendo stesse procrastinato per sfavorirli, lo avvertirono che se la vertenza non fosse sta risolta a breve, lo avrebbero sollevato dal suo ruolo di mediatore. Questo intervento sprezzante irritò non poco il prelato e i rapporti con i canonici si guastarono definitivamente. D'altra parte, pure gli stessi preti non avevano gradito l'intromissione del vescovo come mediatore.
Questi episodi, in ogni caso, non riuscirono a frenare la sua azione di governo. Rinnovò l'episcopio e chiamò a insegnare in seminario studiosi dell'ordine somasco, affidandone la direzione a Stefano Cupilli (dovette dimettersi essendosi reso egli stesso particolarmente impopolare). Lo stesso palazzo del seminario fu restaurato su progetto del Tremignon e i lavori furono finanziati gravando il clero di nuove tassazioni (i canonici rifiutarono di pagarle). Si interessò anche al catechismo per fanciulli e minorati. Fu lui, inoltre, a chiamare i gesuiti a Belluno con l'apertura di un collegio che monopolizzò l'istruzione di nobili e borghesi.
A causa del suo tenore di vita, ma anche della sua generosità verso quanti chiedevano aiuto, dovette cercare nuove fonti di denaro istituendo nuove tasse; addirittura, prese a spulciare gli archivi alla ricerca di rendite e diritti di sua spettanza ma caduti nell'oblio. La cosa provocò anche in questo caso dei dissapori, per esempio con i mercanti di legname ai quali impose un dazio per i loro traffici lungo il Piave.
Nel 1703 tenne un sinodo diocesano e l'anno dopo pubblicò a Venezia quanto emerso dall'assamblea. Svolse numerose visite pastorale, attento all'insegnamento del catechismo, allo svolgimento delle funzioni, alla riverenza verso le cose sacre, al comportamento del clero. Vigilò su tutte le chiese del territorio, anche su quelle più lontane e inaccessibili.

## Genealogia episcopale
La genealogia episcopale è:
- Cardinale Scipione Rebiba
- Cardinale Giulio Antonio Santori
- Cardinale Girolamo Bernerio, O.P.
- Arcivescovo Galeazzo Sanvitale
- Cardinale Ludovico Ludovisi
- Cardinale Luigi Caetani
- Cardinale Ulderico Carpegna
- Cardinale Paluzzo Paluzzi Altieri degli Albertoni
- Vescovo Giovanni Francesco Bembo, C.R.S.